# Emilie Autumn
Emilie Autumn Fritzges (Malibú (Califòrnia), 22 de setembre de 1979) és una cantautora, poeta i violinista estatunidenca.
És molt coneguda per la seva varietat d'estils musicals i el seu ús de formes teatrals, el seu sentit de la moda, els seus cabells tenyits de colors vius i les seves cançons amb violí elèctric i barroc.
Ha basat algunes de les seves cançons en les seves obres preferides de William Shakespeare i altres autors, i també és coneguda per ser una gran amant de la història, començant amb la moda isabelina mesclada amb les ales de fada i altres components actuals, amb una inclinació que surt de la mescla entre el gòtic, burlesc i el victorià.